# Phyllomacromia paula
Phyllomacromia paula – gatunek ważki z rodziny Macromiidae.